# Persiska kalendern
Persiska kalendern (även kallad jalāli-kalendern) är en solkalender, där nyår inträffar vid vårdagjämningen. 

## Bakgrund
Den persiska kalendern är något mer exakt än den gregorianska kalendern, men i gengäld svårare att räkna ut framtida skottår i. I den persiska kalendern består året som jorden snurrar runt solen av 365,25 dagar. Det nya året i iransk kultur sammanfaller med årets viktigaste högtid, nouruz), och infaller precis den sekund som, sett från jorden, solskivans centrum passerar vårdagjämningspunkten på himlen. Sin nuvarande utformning fick kalendern 1925, och då bestämdes att tideräkningen skulle utgå från Muhammeds hijra (som ägde rum år 622 e. Kr.). 
Kalendern bygger på jalāli-kalendern, som använts sedan 1000-talet. Tidigare användes i Persien flera olika typer av kalendrar, bland annat en zoroastrisk kalender och olika iranska kejserliga kalendrar.
Dagens iranska kalender med de zoroastriska namnen på månaderna infördes officiellt den 31 mars 1925 under Reza Pahlavi. 
Under slutet av Shah Mohammad Reza Pahlavis styre i Iran, åren 1976-1979 (1355-1358), användes Irans kejserliga kalender (Gāhnāme-ye Shāhanshāhi) i officiella sammanhang. År 2022 sammanfaller med år 2581 enligt den kejserliga kalendern.

## Officiell status
Den persiska kalendern är officiell i Iran och i Afghanistan.
Idag är det den 20 Esfand 1403 i persiska kalendern. Söndagen den 21 mars år 2021 sammanföll med 1 farvardin år 1400 i den persiska kalendern.

## Månader
Det persiska året innehåller 12 månader som hämtar sina namn från zoroastriska gudomar. Nedan anges månaderna med deras avestiska namn inom parentes. Avestiska är det språk som talades av den iranske filosofen Zarathustra.
Vår
- Farvardin (avestiska: Frawardin) 31 dagar, Vädur
- Ordibehesht (Asha Vahishta) 31 dagar, Oxen
- Khordād (Haurvatat) 31 dagar

Sommar
- Tir (Tishriya) 31 dagar
- Mordād/Amordād (Ameretat) 31 dagar
- Shahrivar (Khshathra Vairiya) 31 dagar

Höst
- Mehr (Mithra) 30 dagar
- Ābān (Apam Napat) 30 dagar
- Āzar (Atar) 30 dagar

Vinter
- Dey (Day) 30 dagar
- Bahman (Vohu Manah) 30 dagar
- Esfand (Spenta Mainyu) 29 eller 30 dagar beroende på om året har 365 eller 366 dagar

Året börjar med vårdagjämningen och det är första farvardin om vårdagjämningen, nouruz, inträffar före kl 12:00 Teherantid, annars är första farvandin dagen efter. Året består av 365 eller 366 dagar och således har månaden esfand 29 eller normalt 30 dagar.
Första tir är sommarsolstånd, första mehr är höstdagjämning och första dey är vintersolstånd.

## Månadernas namn på persiska, kurdiska, dari och pashto
| Nummer | Antal dagar | Persiskt namn                 | Kurdiskt namn           | Namn på dari    | Namn på pashto      |
| 1      | 31          | Farvardin (فروردین)           | Xakelêwe (خاكه ليوه)    | Hamal (حمل)     | Wray (وری)          |
| 2      | 31          | Ordibehesht (اردیبهشت)        | Golan (گولا ن)          | Sawr (ثور)      | ʁwayay (غویی)       |
| 3      | 31          | Khordād (خرداد)               | Jozerdan (جوزه ردان)    | Jawzā (جوزا)    | ʁbargolay (غبرګولی) |
| 4      | 31          | Tir (تیر)                     | Poshper (پووش په ر)     | Saratān (سرطان) | tʃungaʂ (چنګاښ)     |
| 5      | 31          | Mordād/Amordād (مرداد/امرداد) | Gelawêj (گلاويژ)        | Asad (اسد)      | zmaray (زمری)       |
| 6      | 31          | Shahrivar (شهریور)            | Xermanan (خه رمانان)    | Sunbula (سنبله) | wagay (وږی)         |
| 7      | 30          | Mehr (مهر)                    | Rezber (ره زه به ر)     | Mīzān (میزان)   | Təla (تله)          |
| 8      | 30          | Ābān (آبان)                   | Gelarêzan (گه لا ريژان) | 'Aqrab (عقرب)   | Laɻam (لړم)         |
| 9      | 30          | Āzar (آذر)                    | Sermawez (سه ر ما وه ز) | Qaws (قوس)      | lindəy (لیندۍ)      |
| 10     | 30          | Dey (دی)                      | Befranbar (به فرانبار)  | Jaddī (جدی)     | marʁumay (مرغومی)   |
| 11     | 30          | Bahman (بهمن)                 | Rêbendan (ريبه ندان)    | Dalwa (دلو)     | salwɑʁə (سلواغه)    |
| 12     | 29/30       | Esfand (اسفند)                | Resheme (ره شه مه)      | Hout (حوت)      | kab (کب)            |